# لس مولینوس، کالیفرنیا
لس مولینوس (به انگلیسی: Los Molinos) یک منطقهٔ مسکونی در ایالات متحده آمریکا است که در شهرستان تهاما، کالیفرنیا واقع شده‌است. لس مولینوس ۵٫۷۴۳ کیلومتر مربع مساحت و ۲٬۰۳۷ نفر جمعیت دارد و ۶۸ متر بالاتر از سطح دریا واقع شده‌است.